# Wojmiany
Wojmiany (deutsch Woymanns) ist ein Ort in der polnischen Woiwodschaft Ermland-Masuren und gehört zur Landgemeinde Górowo Iławeckie (Landsberg) im Powiat Bartoszycki (Kreis Bartenstein) – bis 1945 zum Kreis Preußisch Eylau in Ostpreußen.

## Geographische Lage
Wojmiany liegt im Nordwesten der Woiwodschaft Ermland-Masuren, elf Kilometer südwestlich der heute auf russischem Gebiet gelegenen einstigen Kreisstadt Preußisch Eylau (russisch Bagrationowsk) bzw. 20 Kilometer nordwestlich der jetzigen Kreismetropole Bartoszyce (deutsch Bartenstein).

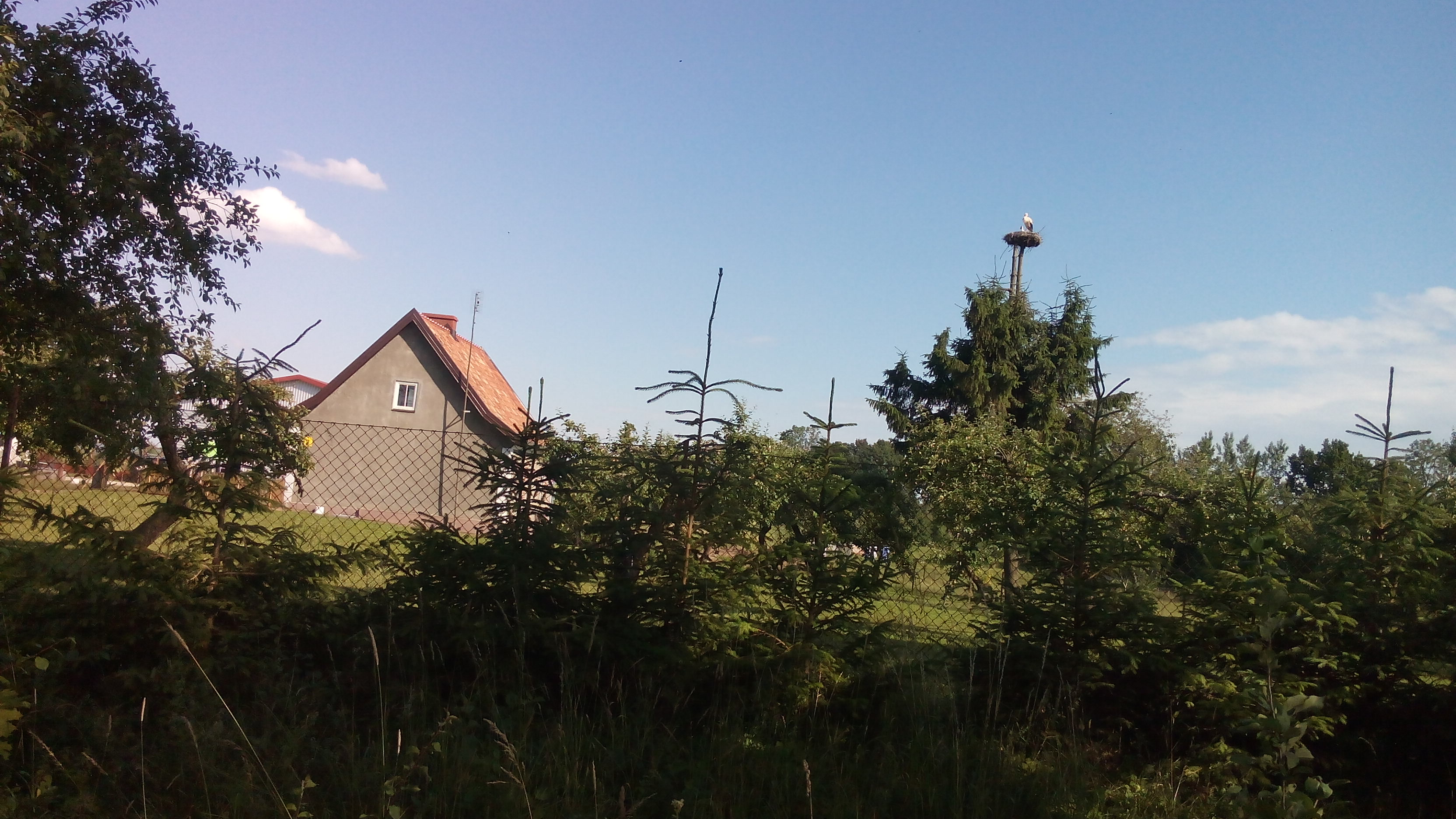
Storchennest in Wojmiany

|  |

## Geschichte
Der seinerzeitige Gutsort Woymannsdorf wurde 1335/40 gegründet und nach 1340 Weißmannsdorf, Woymans, nach 1774 Woimans und nach 1785 Woymanns genannt. Sowohl als Landgemeinde als auch als Gutsbezirk kam Woymanns 1874 zum neu gebildeten Amtsbezirk Eichen (polnisch Dęby) im  ostpreußischen Kreis Preußisch Eylau, Regierungsbezirk Königsberg. Am 13. Januar 1904 wurde die Landgemeinde Woymanns in den Gutsbezirk Woymanns eingegliedert. Dieser zählte dann 1910 nach der neuen Formierung 72 Einwohner.
Am 30. September 1928 verlor der Gutsbezirk Woymanns seine Eigenständigkeit, als er nach Schönwiese (polnisch Krasnołąka) eingemeindet wurde.
Mit dem gesamten südlichen Ostpreußen kam Woymanns 1945 in Kriegsfolge zu Polen. Das Dorf erhielt die polnische Namensform „Wojmiany“ und ist heute eine Ortschaft im Verbund der Gmina Górowo Iławeckie (Landgemeinde Landsberg) im Powiat Bartoszycki (Kreis Bartenstein), von 1975 bis 1998 der Woiwodschaft Olsztyn, seither der Woiwodschaft Ermland-Masuren zugehörig. Im Jahre 2021 zählte Wojmiany 82 Einwohner.

## Religion
Vor 1945 war Woymanns mit seiner überwiegend evangelischen Bevölkerung in die evangelische Pfarrkirche Landsberg (Ostpreußen) in der Kirchenprovinz Ostpreußen der Kirche der Altpreußischen Union eingegliedert.
Wojmiany gehörte jetzt mit fast ausnahmslos römisch-katholischer Einwohnerschaft zur Pfarrei Górowo Iławeckie (Landsberg), die dem Erzbistum Ermland zugeordnet ist.

## Verkehr
Wojmiany liegt an der polnischen Woiwodschaftsstraße 511, einstige deutsche Reichsstraße 134, zwischen der Stadt Górowo Iławeckie und der polnisch-russischen Staatsgrenze. In den Ort führen außerdem zwei Nebenstraßen, die von Kierno (Körnen) bzw. von Piasek (Sand) herkommen.
Eine Bahnanbindung besteht nicht.